# Forcipomyia belemensis
Forcipomyia belemensis är en tvåvingeart som beskrevs av Clastrier och Wirth 1995. Forcipomyia belemensis ingår i släktet Forcipomyia och familjen svidknott. Inga underarter finns listade i Catalogue of Life.